# سوكورو دو بياوي
سوكورو دو بياوي بلدية في ولاية بياوي في المنطقة الشمالية الشرقية من البرازيل.